# Певчая мухоловка
Певчая мухоловка (лат. Bias musicus) — вид воробьиных птиц из семейства ванговых (Vangidae), единственный в одноимённом роде (Bias). МСОП присвоил виду статус «Вызывающие наименьшие опасения» (LC) — специалисты не считают, что ему угрожает исчезновение в обозримом будущем.

## Ареал

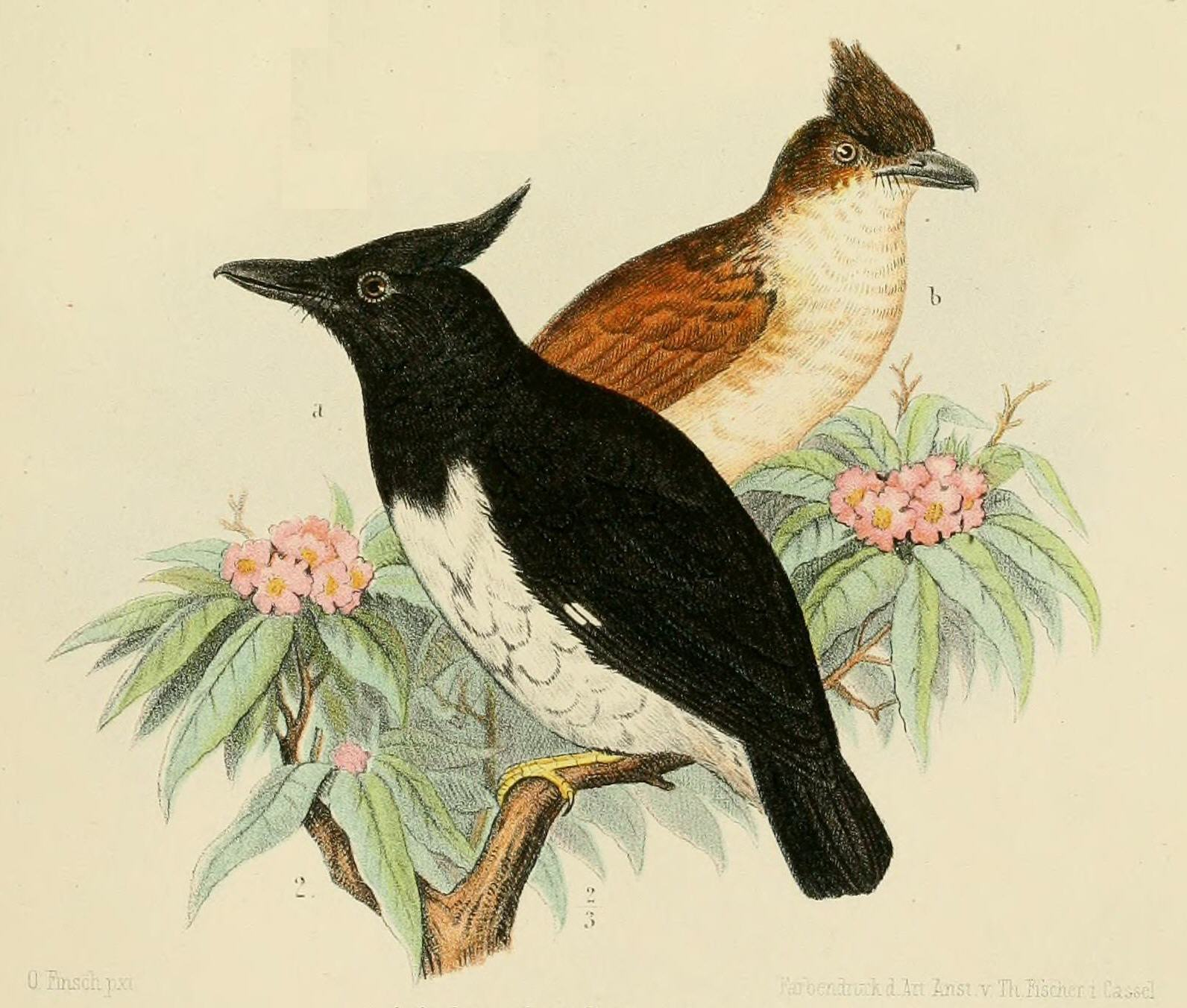
Иллюстрация Отто Финша

Певчие мухоловки обитают в субтропических и тропических лесах на территории следующих стран: Ангола, Бенин, Камерун, ЦАР, Конго, ДРК, Кот-д’Ивуар, Экваториальная Гвинея, Габон, Гамбия, Гана, Гвинея, Гвинея-Бисау, Кения, Либерия, Малави, Мозамбик, Нигерия, Сьерра-Леоне, Южный Судан, Танзания, Того, Уганда и Зимбабве. 